# Alfred Wellington Smith
Pour les articles homonymes, voir Alfred Smith (homonymie) et Smith.
Alfred Wellington Smith (14 février 1850-?) est un homme politique canadien de la Colombie-Britannique. Il est député provincial de la indépendant des circonscriptions britanno-colombiennes de Lillooet d'une élection partielle en 1889 à 1894, de Lillooet West de 1894 à 1903.

## Biographie
Né à Bedford dans le Bedfordshire en Angleterre, Smith étudie à l'Epworth Normal School. Il opère en tant qu'agent du gouvernement dans Lillooet de 1873 à 1878 et plus tard comme marchand général jusqu'en 1886.